# Fire Island
Pour le film, voir Fire Island (film).
Fire Island est une île de l'État de New York, située dans le comté de Suffolk, au sud de Long Island. Elle est longue de 48 kilomètres, et large d'environ 1 km. La surface de l'île est ainsi d'environ 22,5 km2, pour une population permanente de 292 habitants selon le recensement de 2010 résidant dans 19 communautés (certaines privées) dont celles de Saltaire, Fire Island Pines et Ocean Beach.

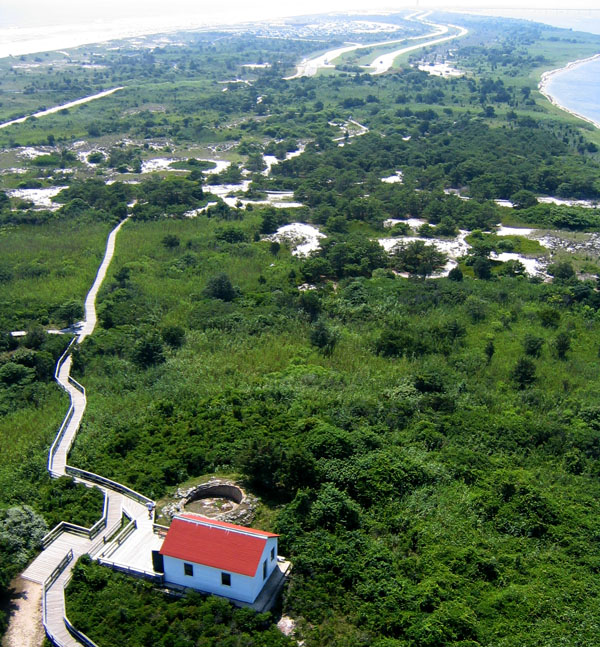
Vue de l'ouest de Fire Island depuis le phare.

Fire Island est séparée d'une distance de huit kilomètres de Long Island par la Great South Bay (« Grande baie sud »).
L'île est cependant reliée à Long Island via la Robert Moses Causeway, chaussée construite sur un banc de terre au-dessus de l'eau à laquelle sont associés le Great South Bay Bridge et le Fire Island Inlet Bridge.

Il est également possible d'y accéder via les nombreux ferries qui desservent la Great South Bay, ou grâce à des bateaux privés.
L'île de Fire Island est aussi connue pour sa communauté gay, et les célébrités qui y séjournent, surtout en été.

## Étymologie
L'origine du nom de Fire Island n'est pas certaine. On pense que son nom autochtone était Sictem Hackey, ce qui se traduit par « Terre des Secatogues ». Les Secatogues étaient une tribu vivant dans la région de l'actuelle ville d'Islip. Elle faisait partie de ce que l'on appelait également les « Seal Islands ».
Le nom de Fire Island apparaît pour la première fois sur un acte en 1789.
L'historien Richard Bayles a suggéré que le nom provenait d'une mauvaise interprétation ou d'une corruption du mot néerlandais vijf (« cinq »), ou dans une autre version vier (« quatre »), faisant référence au nombre d'îles proches du bras de mer de Fire Island, un point de vue repris par Robert Caro, qui suggère dans The Power Broker que l'île a été nommée pour refléter quatre bras de mer qui ont depuis disparu. Parfois, les histoires ont fait référence à l'île au pluriel, comme « Fire Islands », en raison des ruptures de bras de mer.
Selon d'autres versions, l'île doit son nom aux feux allumés au bord de la mer par les Amérindiens ou par les pirates pour attirer les navires peu méfiants vers les bancs de sable. Certains disent que c'est la façon dont certaines parties de l'île semblent être en feu depuis la mer en automne. Selon une autre version, le nom viendrait de l'éruption cutanée causée par le sumac vénéneux présent sur l'île.
Alors que la partie occidentale de l'île a été appelée Fire Island pendant de nombreuses années, la partie orientale a été appelée Great South Beach jusqu'en 1920, date à laquelle le développement généralisé a fait que l'ensemble de la masse terrestre a été appelé Fire Island.